# Bernhard König (Komponist)
Bernhard König (* 27. März 1967 in Erlangen) ist ein in Korschenbroich lebender deutscher Komponist, Hörspielmacher und Konzertpädagoge.

## Leben
Bernhard König studierte Komposition bei Claus Kühnl und Mauricio Kagel. Er gründete 1997 zusammen mit hans w. koch und Anke Eberwein das Kölner Büro für Konzertpädagogik und arbeitet als freiberuflicher Komponist, Dramaturg und Konzertpädagoge mit Orchestern und Konzertveranstaltern aus ganz Deutschland zusammen. Als Hörspielautor realisierte er mehrere Produktionen für das Studio Akustische Kunst des Westdeutschen Rundfunks. Einer seiner Arbeitsschwerpunkte ist die Zusammenarbeit mit Musikern mit geistiger Behinderung. In dem von ihm geleiteten Projekt Trimum der Internationalen Bachakademie Stuttgart suchen Musiker, Theologen und Wissenschaftler seit 2012 gemeinsam nach einer Musik des jüdisch-christlich-islamischen Trialogs.

## Kompositionen (Auswahl)
- Accompagnato, Die Kunst des Begleitens, 2008
- Hotel Bellevue Schlossspektakel für den Amtssitz des Bundespräsidenten, 2003
- della lingua perfetta für Stimmen und Streichquartett, 2001
- Plenarmusik, Tanztheater für den Mainzer Landtag, 2000
- Expedition zur Erde, intergalaktisches Musiktheater, 1994

## Hörspiele (Auswahl)
- Tractatus von der hymmelischen Organistenkunst, 2003
- della lingua perfetta (Hörspielversion), 2002

## Sonstige Projekte (Auswahl)
- Trimum, seit 2012
- Alte Stimmen, seit 2010
- Musik zum Kirchentag beim 31. Deutschen Evangelischen Kirchentag, 2007
- rheinwärts, musikalische Stafette von Bonn bis Duisburg, 2004
- Die Nacht der Heiligen Zahlen, Tanz, Lesungen und Neue Musik, 1999

## Auszeichnungen
- 1995: Bernd-Alois-Zimmermann-Stipendium der Stadt Köln
- 2002: Kulturpreis der Sparkassen-Kulturstiftung Rheinland (Förderpreis)
- 2009: BKM-Preis Kulturelle Bildung an die Württembergische Philharmonie Reutlingen für Accompagnato – die Kunst des Begleitens
- 2016: BKM-Preis Kulturelle Bildung an Trimum e.V. für Trimum – Die Vielfalt feiern
- 2019: Integrationspreis der Stiftung Apfelbaum